# 新奧林匹亞 (馬托格羅索州)
新奥林匹亚是巴西马托格罗索州的一个市镇。总面积1567.669平方公里，总人口19472人，人口密度12.4人/平方公里。